# First Lady del Camerun
La First Lady della Repubblica del Camerun  (in francese: Première dama du Cameroun) è il titolo dato alla moglie del presidente del Camerun. Chantal Biya, la seconda moglie del presidente Paul Biya, è diventata First Lady dopo il suo matrimonio con Biya il 23 aprile 1994.

## Elenco
| Num.           | Ritratto       | Nome                          | Inizio mandato              | Fine mandato    | Tempo in carica      | Presidente     | Note                                                             |
| -------------- | -------------- | ----------------------------- | --------------------------- | --------------- | -------------------- | -------------- | ---------------------------------------------------------------- |
| 1              |                | Germaine Ahidjo (1932–2021)   | 5 maggio 1960               | 6 novembre 1982 | 22 anni e 309 giorni | Ahmadou Ahidjo | Prima First Lady del Camerun                                     |
| 2              |                | Jeanne-Irène Biya (1935–1992) | 6 novembre 1982             | 29 luglio 1992  | 9 anni e 266 giorni  | Paul Biya      | La First Lady Jeanne-Irène Biya morì a Yaoundé il 29 luglio 1992 |
| Carica vacante | Carica vacante | Carica vacante                | 29 luglio 1992              | 23 aprile 1994  | 1 anno e 268 giorni  | Paul Biya      | Biya rimase vedovo dopo la morte di Jeanne-Irène Biya            |
| 3              |                | Chantal Biya (1970–)          | 23 aprile 1994 (Matrimonio) | In carica       | 31 anni e 51 giorni  | Paul Biya      | Chantal Biya sposò il presidente Biya il 23 aprile 1994          |